# 전주기상지청
전주기상지청(全州氣象支廳)은 전북특별자치도에서 광주지방기상청장의 소관 사무를 분장하는 광주지방기상청의 소속기관이다. 전주기상지청장은 4급으로 보한다. 전북특별자치도 전주시 덕진구 상가 마을길 25(덕진동 2가)에 위치하고 있다.

## 연혁
- 1918년 5월 전주측후소 개소
- 1967년 4월 과학기술처 소속
- 2008년 2월 환경부 소속
- 2008년 10월 특·정보기상대 확대 개편
- 2013년 12월 현 청사 신축 및 이전
- 2015년 7월 전주기상지청 승격

## 주요 업무
- 지상·해상 기상관측 및 위험기상 감시
- 전라북도 육상 및 해상 특·정보 발표
- 전라북도 14개 시·군 동네예보 발표
- 전라북도 지역 장기예보 발표
- 지역 기후변화 과학서비스 제공
- 민원 기상서비스 제공

## 같이 보기
- 기상청
- 광주지방기상청